# Città decorate al merito civile
Le città italiane decorate al merito civile sono città che la Repubblica Italiana ha ritenuto di decorare con medaglie al merito civile. Sono stati decorati però anche comuni, province e regioni per specifici atti di straordinaria abnegazione delle comunità durante le guerre, le calamità naturali o altre tragedie.

## Medaglia d'oro al merito civile

### Regioni
- Friuli-Venezia Giulia[1], per gli eventi sismici del 1976, 12 dicembre 2002
- Piemonte[2], per la Guerra di Liberazione 1943-1945, 19 agosto 2016
- Puglia[3], per il soccorso dei profughi, 10 maggio 2000
- Toscana[4], per l'alluvione nel novembre 1966, 12 novembre 1976

### Province
- Provincia dell'Aquila, per la Guerra di Liberazione 1943-1945 – 1º febbraio 2006[5]
- Provincia di Bologna, per le vicende particolarmente drammatiche ed eventi calamitosi 1943-2000 – 13 aprile 2006[6]
- Provincia di Cuneo[7], per la Guerra di Liberazione 1943-1945, 11 marzo 2004
- Provincia di Forlì-Cesena[8], per la Guerra di Liberazione 1943-1944, 16 aprile 2009
- Provincia di Genova[9], per la Guerra di Liberazione 1943-1945, 16 aprile 2009
- Provincia di Latina[10], per la Guerra di Liberazione 1943-1944, 28 novembre 2005
- Provincia di Parma[11], per la Guerra di Liberazione 1943-1945, 11 aprile 2006
- Provincia di Teramo[12], per la Guerra di Liberazione 1943-1945, 26 giugno 2005
- Provincia di Torino[13](nel 2016 la Città metropolitana di Torino ha chiesto l'autorizzazione per poter apporre l'onorificenza dell'ex provincia sul suo gonfalone), per la Guerra di Liberazione 1943-1945, 20 gennaio 2005

### Comuni decorati per atti di abnegazione durante il primo conflitto mondiale (1915-1918)
- Moriago della Battaglia (TV) – 12/10/2004[14]
- Nervesa della Battaglia (TV) – 12/10/2004[15]
- Sernaglia della Battaglia (TV) – 02/02/2009[16]

### Comuni decorati per atti di abnegazione durante il secondo conflitto mondiale (1940-1945)
- Acerra (NA) – 17/06/1999[17]
- Alba (CN) – 12 ottobre 1949[senza fonte]
- Albenga (SV)[18]
- Amatrice (RI)[19]
- Anzio (RM) – 23/04/2004[20]
- Assisi (PG) – 26/01/2004[21]
- Aulla (MS)[22]
- Bari[23]
- Barletta[24]
- Bitetto (BA) – 08/03/1999 [25]
- Borgo San Dalmazzo (CN) – 19/04/2001[26]
- Campagna (SA) – 25/09/2006 [27]
- Capistrello (AQ)[28]
- Capua (CE) - 11/11/2003 [29]
- Carrara[30]
- Carpi (MO)[31]
- Casalecchio di Reno (BO)[32]
- Caserta[33]
- Casola in Lunigiana (MS)[34]
- Castellammare di Stabia (NA)[35]
- Castelnuovo Parano (FR)[36]
- Chieti[36]
- Civitavecchia (RM)[37]
- Cumiana (TO)[38]
- Dronero (CN)[39]
- Esperia (FR)[40]
- Ferentino (FR)[41]
- Gessopalena (CH) – 23 giugno 2005[42][43]
- Greve in Chianti (FI)[44]
- La Spezia[45]
- Larciano (PT) – 13/04/2006[46]
- Lenola (LT)[47]
- Marradi (FI)[48]
- Massa[49]
- Matera[50]
- Minturno (LT)[51]
- Mondragone (CE)[52]
- Monticiano (SI)[53]
- Montignoso (MS)[54]
- Monzuno (BO)[55]
- Nardò (LE)[56]
- Nettuno (RM)[57]
- Pescantina (VR)[58]
- Pescara[59]
- Pianoro (BO)[60]
- Recco (GE)[61]
- Roma (municipio Roma X)[62]
- San Michele al Tagliamento (VE)[63]
- San Pietro Infine (CE)[64]
- Sparanise (CE)[65]
- Troina (EN)[66]
- Vallecorsa (FR)[67]
- Venafro (IS)[68]
- Vergato (BO)[69]
- Verghereto (FC)[70]
- Zocca (MO) – 13/03/2006[71]

### Comuni decorati per calamità naturali
- Amaro (UD) – 12/12/2002[72]
- Artegna (UD) – 12/12/2002[73]
- Attimis (UD) – 14/02/2003[74]
- Avellino – 09/11/2005[75]
- Balvano (PZ) – 09/11/2005[76]
- Bella (PZ) – 09/11/2005[77]
- Bisaccia (AV) – 09/11/2005[78]
- Bordano (UD) – 12/12/2002[79]
- Brienza (PZ) – 09/11/2005[80]
- Buja (UD) – 12/12/2002[81]
- Calabritto (AV) – 09/11/2005[82]
- Calitri (AV) – 09/11/2005[83]
- Campagna (SA) – 21/11/2005 [27]
- Caposele (AV)[84]
- Cassacco (UD)[85]
- Castellavazzo (BL)[86]
- Castelgrande (PZ)[87]
- Castelnovo del Friuli (PN)[88]
- Castelnuovo di Conza (SA)[89]
- Cavasso Nuovo (PN)[90]
- Cavazzo Carnico (UD)[91]
- Chiusaforte (UD)[92]
- Clauzetto (PN)[93]
- Colliano (SA)[94]
- Colloredo di Monte Albano (UD)[95]
- Conza della Campania (AV)[96]
- Erto-Casso (PN)[97]
- Faedis (UD)[98]
- Fanna (PN)[99]
- Forgaria nel Friuli (UD)[100]
- Frisanco (PN)[101]
- Gemona del Friuli (UD)[102]
- Laviano (SA)[103]
- Lioni (AV)[104]
- Longarone (BL)[105]
- Lusevera (UD)[106]
- Magnano in Riviera (UD)[107]
- Majano (UD)[108]
- Meduno (PN)[109]
- Mignano Monte Lungo (CE)[110]
- Moggio Udinese (UD)[111]
- Montenars (UD)[112]
- Morra De Sanctis (AV)[113]
- Muro Lucano (PZ)[114]
- Nimis (UD)[115]
- Osoppo (UD)[116]
- Pescopagano (PZ)[117]
- Pinzano al Tagliamento (PN)[118]
- Pontebba (UD)[119]
- Potenza[120]
- Ragogna (UD)[121]
- Resia (UD)[122]
- Resiutta (UD)[123]
- Ricigliano (SA)[124]
- Romagnano al Monte (SA)[125]
- Ruvo del Monte (PZ)[126]
- Salvitelle (SA)[127]
- Salza Irpina (AV)[128]
- San Daniele del Friuli (UD)[129]
- San Gregorio Magno (SA)[130]
- San Mango sul Calore (AV)[131]
- San Michele di Serino (AV)[132]
- Sant'Andrea di Conza (AV)[133]
- Sant'Angelo dei Lombardi (AV)[134]
- Santomenna (SA)[135]
- Senerchia (AV)[136]
- Sequals (PN)[137]
- Solofra (AV)[138]
- Sorbo Serpico (AV)[139]
- Spilimbergo (PN)[140]
- Taipana (UD)[141]
- Tarcento (UD)[142]
- Teora (AV)[143]
- Tolmezzo (UD)[144]
- Torella dei Lombardi (AV)[145]
- Tramonti di Sopra (PN)[146]
- Tramonti di Sotto (PN)[147]
- Trasaghis (UD)[148]
- Travesio (PN)[149]
- Treppo Grande (UD)[150]
- Tricesimo (UD)[151]
- Valva (SA)[152]
- Venzone (UD)[153]
- Vietri di Potenza (PZ)[154]
- Vito d'Asio (PN)[155]

### Comuni decorati per altri eventi
- Isola del Giglio (GR)[156], per il soccorso ai naufraghi della m/n Costa Concordia
- Lampedusa e Linosa (AG)[157], per l'accoglienza verso gli immigrati, 2 luglio 2004
- Monte Argentario (GR)[156], per il soccorso ai naufraghi della m/n Costa Concordia
- Novara, frazione Lumellogno, resistenza ad un raid punitivo di fascisti il 15/16 luglio 1922 – 3 aprile 2007[158]

## Medaglia d'argento al merito civile

### Province
- Pesaro e Urbino[159], per la Guerra di Liberazione 1943-1945, 31 marzo 2005
- Ravenna[160], per la Guerra di Liberazione 1943-1945, 31 marzo 2005
- Rieti[161], per la Guerra di Liberazione 1943-1945, 31 marzo 2005

### Comuni decorati per atti di abnegazione durante il secondo conflitto mondiale (1940-1945)
- Alano di Piave (BL)[162]
- Albano Laziale (RM)[163]
- Altavilla Silentina (SA)[164]
- Aquino (FR)[165]
- Atina (FR)[166]
- Ausonia (FR)[167]
- Avezzano (AQ)[168]
- Bagno di Romagna (FC)[169]
- Balangero (TO)[170]
- Battipaglia (SA)[171]
- Budrio (BO)[172]
- Busca (CN)[173]
- Caiazzo (CE)[174]
- Campo di Giove (AQ), 11 gennaio 2018[175]
- Campodimele (LT)[176]
- Carbonia[177]
- Carinola (CE)[178]
- Carsoli (AQ)[179]
- Casteldelci (PS)[180]
- Castelfiorentino (FI)[181]
- Castello di Godego (TV)[182]
- Castenaso (BO)[183]
- Castiglion Fiorentino (AR)[184]
- Castro dei Volsci (FR)[185]
- Castrocielo (FR)[186]
- Ceccano (FR)[187]
- Celenza sul Trigno (CH)[188]
- Ceprano (FR)[189]
- Cernusco sul Naviglio (MI), 23 aprile 2022[senza fonte]
- Cervaro (FR)[190]
- Ceva (CN), 21 aprile 2011[191]
- Città Sant'Angelo (PE)[senza fonte]
- Civitaquana (PE)[192]
- Cherasco (CN)[193]
- Collegno (TO)[194]
- Coreno Ausonio (FR)[195]
- Cori (LT)[196]
- Costigliole Saluzzo (CN)[197]
- Fontana Liri (FR)[198]
- Fossacesia (CH)[199]
- Gamberale (CH)[200]
- Gattatico (RE)[201]
- Grugliasco (TO)[202]
- Lanuvio (RM)[203]
- Lusia (RO)[204]
- Malalbergo (BO)[205]
- Mascalucia (CT)[206]
- Massa d'Albe (AQ)[207]
- Medicina (BO)[208]
- Mozzagrogna (CH)[209]
- Ornavasso (VB)[210]
- Orsogna (CH)[211]
- Orta di Atella (CE)[212]
- Pastena (FR)[213]
- Pelago (FI)[214]
- Pesaro[215]
- Peveragno (CN)[216]
- Pico (FR)[217]
- Piedimonte San Germano (FR)[218]
- Pinzolo (TN)[219]
- Pofi (FR)[220]
- Pontelongo (PD)[221]
- Popoli Terme (PE)[222]
- Priverno (LT)[223]
- Quero (BL)[224]
- Randazzo (CT)[225]
- Robecco sul Naviglio (MI)[226]
- Rionero in Vulture (PZ)[227]
- Rocca d'Arce (FR)[228]
- Rocca D'Evandro (CE)[229]
- Roccasecca (FR)[230]
- Sant'Ambrogio sul Garigliano (FR)[231]
- Sant'Elia Fiumerapido (FR)[232]
- San Giorgio a Liri (FR)[233]
- San Giorgio in Bosco (PD)[234]
- San Giovanni Incarico (FR)[235]
- San Giuliano Terme (PI)[236]
- San Godenzo (FI)[237]
- San Martino di Lupari (PD)[238]
- San Vittore del Lazio (FR)[239]
- Sant'Andrea del Garigliano (FR)[240]
- Sant'Apollinare (FR)[241]
- Santa Giustina in Colle (PD)[242]
- Saonara (PD)[243]
- Sannicandro di Bari (BA)[senza fonte]
- Scapoli (IS)[244]
- Signa (FI)[245]
- Spigno Saturnia (LT)[246]
- Terracina (LT)[senza fonte]
- Testico (SV)[247]
- Tollo (CH)[248]
- Tora e Piccilli (CE)[249]
- Trasaghis (UD)[250]
- Trinità (Italia) (CN)[251]
- Vallemaio (FR)[252]
- Vallerotonda (FR)[253]
- Venasca (CN)[254]
- Vicchio (FI)[255]
- Vicovaro (RM)[256]
- Villadossola (VB)[257]
- Villa del Conte (PD)[258]
- Villa Santa Lucia (FR)[259]
- Villalvernia (AL)[260]
- Vimercate (MB)[261]

## Medaglia di bronzo al merito civile

### Province
- Provincia di Bergamo[262], per gli eventi alluvionali e franosi del novembre 2002, 21 novembre 2003

### Comuni decorati per atti di abnegazione durante il secondo conflitto mondiale (1940-1945)
- Acquafondata (FR)[263]
- Agnone (IS)[264]
- Aprilia (LT)[265]
- Barrafranca (EN)[266]
- Belpasso (CT)[267]
- Blera (VT)[268]
- Boiano (CB)[269]
- Bovegno (BS)[270]
- Campobasso[271]
- Cancello e Arnone (CE)[272]
- Canepina (VT)[273]
- Canosa di Puglia (BT)[274]
- Capracotta (IS), 11 marzo 2011[senza fonte]
- Casole d'Elsa (SI)[275]
- Castel di Sangro (AQ)[senza fonte]
- Castellino del Biferno (CB)[276]
- Castellabate (SA)[277]
- Castiglione di Sicilia (CT)[278]
- Chiaravalle (AN)[279]
- Cittanova (RC)[280]
- Civitella del Tronto (TE)[281]
- Colle San Magno (FR)[282]
- Compiano (PR)[283]
- Conca della Campania (CE)[284]
- Crescentino (VC)[285]
- Falcade (BL)[286]
- Falvaterra (FR)[287]
- Farra di Soligo (TV)[288]
- Filignano (IS)[289]
- Frosinone[290]
- Gallinaro (FR)[291]
- Giuliano di Roma (FR)[292]
- Gonnosfanadiga (SU)[293]
- Grazzanise (CE)[294]
- Magione (PG)[295]
- Mileto (VV)[296]
- Mantova[297]
- Marcellina (RM)[298]
- Martinsicuro (TE)[299]
- Miglianico (CH)[300]
- Montese (MO)[301]
- Nicolosi (CT)[302]
- Orte (VT)[303]
- Paesana (CN)[304]
- Pedara (CT)[305]
- Pontassieve (FI)[306]
- Pratola Peligna (AQ)[307]
- Roburent (CN)[308]
- Roccagorga (LT)[309]
- Ronco Scrivia (GE)[310]
- Rorà (TO)[311]
- San Pietro in Cariano (VR)[312]
- Sonnino (LT)[313]
- Terelle (FR)[314]
- Tremestieri (CT)[315]
- Valverde (CT)[316]
- Vejano (VT)[317]
- Venaria Reale (TO)[318]
- Villafranca in Lunigiana (MS) – 09/11/2005[319]
- Zoagli (GE) – 25/01/2005[320]